# Толасов, Арсен Батразович
Арсен Батразович Толасов (род. 3 августа 1991) — российский дзюдоист, бронзовый призёр чемпионатов России, обладатель Кубка Европы, мастер спорта России. Многократный победитель и призёр этапов Кубка Европы. Тренируется под руководством Алика Бекузарова. Представляет Вооружённые Силы (Владикавказ). Выступает в полулёгкой и лёгкой весовых категориях (до 66 и 73 кг).

## Спортивные результаты
- Чемпионат России по дзюдо 2007 года среди кадетов — ;
- Чемпионат России по дзюдо 2010 года среди юниоров — ;
- Чемпионат России по дзюдо 2011 года среди молодёжи — ;
- Чемпионат России по дзюдо 2012 года среди молодёжи — ;
- Чемпионат России по дзюдо 2013 года среди молодёжи — ;
- Чемпионат России по дзюдо 2010 года — ;
- Чемпионат России по дзюдо 2013 года — 5 место;
- Чемпионат России по дзюдо 2015 года — .